# Dayton (Nevada)
Dayton é uma Região censo-designada localizada no estado americano de Nevada, no Condado de Lyon.

## Demografia
Segundo o censo americano de 2000, a sua população era de 5907 habitantes.

## Geografia
De acordo com o United States Census Bureau tem uma área de
82,2 km², dos quais 82,1 km² cobertos por terra e 0,1 km² cobertos por água.

## Localidades na vizinhança
O diagrama seguinte representa as localidades num raio de 36 km ao redor de Dayton.